# I-121
I-121 — підводний човен Імперського флоту Японії, який взяв участь у бойових діях Другої світової війни. Споруджений як І-21, корабель 1 червня 1938-го був перейменований на І-121, щоб звільнити нумерацію для нових крейсерських підводних човнів.

## Загальна інформація
Корабель спорудили у 1927 році на верфі компанії Kawasaki в Кобе. Він належав до типу Kiraisen (тип I-121), який в основному повторював проєкт германського підводного човна SM U-125 (тип UE II), що був отриманий Японією в межах репарацій після завершення Першої світової війни. При цьому I-121 став першим підводним мінним загороджувачем у Імперському флоті.
9 березня 1928-го неподалік від Йокосуки (Токійська затока) I-21 зіткнувся з есмінцем «Сіокадзе». Пошкодження обох кораблів були не надто важкі, проте I-21 довелось пройти ремонт, оскільки його носова секція виявилась загнутою під великим кутом.
У травні 1940-го корабель пройшов певну модифікацію та отримав можливість транспортувати 15 тонн авіаційного пального для заправки у морі летючих човнів Kawanishi H6K «Mavis» (ці чотиримоторні літаки призначались для ведення дальньої розвідки і японське командування бажало ще збільшити радіус їх дії). За потреби резервуари з пальним розміщували у відсіку для мін.

## Участь у японо-китайській війні
Після початку в 1937 році Другої японо-китайської війни I-21 залучили до виконання бойових завдань, зокрема, відомо, що у вересні 1937-го корабель брав участь у блокаді узбережжя Південного Китаю. На початку лютого 1938-го I-21 дістав наказ забезпечувати дистанційне прикриття легкого крейсера «Кума», що мав висадити загін морської піхоти на півострові Шаньдун у районі Чіфу (наразі Яньтай), проте проблеми з дизельними двигунами завадили підводному човну виконати завдання. А 22 березня 1938-го I-21 та ще один підводний човен самі висадили невеликий десант на острові Liugong (біля узбережжя Шаньдуну на підході до порту Вейхай).

## Перший похід
На момент вступу Японії у Другу світову війну I-121 належав до 13-ї дивізії підводних човнів. При цьому в листопаді 1941-го корабель прибув до порту Самах (острів Хайнань), а 1 грудня вийшов звідси та 7 грудня виставив 42 міни в районі на північний схід від Сінгапура (японці запланували одночасно з початком бойових дій висадити десант на півострів Малакка і вживали різних заходів для нейтралізації загрози від британських сил у Сінгапурі, де базувались кілька лінійних кораблів). По завершенні мінної постановки I-121 узявся за патрулювання біля східного входу до Джохорської протоки (відокремлює Сінгапур від півострова Малакка). 10 грудня японська авіація потопила обидва британські лінкори, після чого I-121 перенаправили для підтримки сил, що вели наступ на південь Філіппін. 27 грудня підводний човен завершив свій похід на півдні філіппінського острова Мінданао у Давао (японський десант висадився тут тижнем раніше, 20 грудня).

## Другий похід
5 січня 1942-го I-121 вийшов з Давао із завданням здійснити мінну постановку в районі австралійського порту Дарвін. Під час переходу через Тиморське море човен безрезультатно атакував якийсь транспорт, а 12 січня виставив 39 мін у протоці Кларенс (пів сотні кілометрів на північний схід від Дарвіна). Далі I-121 узявся за патрулювання в Тиморському морі, під час якого здійснив ще одну невдалу атаку на транспортне судно.
21 січня 1942-го човен знову перебував у районі Дарвіна, де був атакований глибинними бомбами та зазнав певних пошкоджень, які, втім, не завадили дальшому виконанню бойового завдання. 25 січня I-121 полишив зону патрулювання та 30 числа прибув до Давао (на переході човен без успіху намагався зустрітись з іншою субмариною I-124, яку на той час уже знищили кораблі союзників).

## Третій похід
9 лютого 1942-го I-121 знову вийшов з Давао в район Дарвіна, маючи, зокрема, завдання провести рекогносцирування та забезпечити передачу інформації про погодні умови перед запланованим рейдом японського авіаносного з'єднання. Корабель пройшов через Арафурське море, а 16 лютого прибув у визначений йому район за сотню кілометрів на північний захід від Дарвіна. Перед світанком 18 лютого австралійський патрульний літак обстріляв I-121 та змусив підводний човен до екстреного занурення. Втім, I-121 встиг до завершення доби сплисти на поверхню та передати метеозведення для авіаносного з'єднання, яке 19 лютого завдало успішного удару по Дарвіну. 25 лютого I-121 полишив район бойового патрулювання та 28 числа прибув до затоки Старінг-Бей (південно-східний півострів острова Целебес), куди на той час прибула з Давао плавуча база його ескадри.
10 березня 1942-го I-121 вирушив до Японії, де 21 березня став на ремонт у Куре.

## Четвертий похід
8—19 травня 1942-го в межах підготовки до мідвейської операції корабель перейшов на Маршаллові острови на атол Кваджелейн (до середини 1942-го активно використовувався як база підводних сил Імперського флоту).
21 травня І-121 рушив з бази на Кваджелейні в межах операції К-2 (повітряна розвідка Перл-Гарбору перед атакою на Мідвей) із завданням патрулювати в районі Френч-Фрігат-Шолс (атол за вісім з половиною сотень кілометрів на північний захід від Оаху). Через вжиті американцями додаткові заходи протичовнової оборони операцію скасували і 1 червня І-121 змінив район патрулювання на більш західний. 4 червня (в день розгрому японського авіаносного з'єднання в битві при Мідвеї) на І-121 отримали наказ перейти ще далі на захід. Наступної доби в районі острова Лисянського (за вісім сотень кілометрів на північний захід від Френч-Фрігат-Шолс та за чотири сотні кілометрів на південний схід від Мідвею) І-121 зустрів якусь американську субмарину (ймовірно, USS Dolphin), проте не зміг зайняти позицію для атаки. Після цього японський човен ще кілька тижнів перебував у морі, проте не досягнув жодних успіхів та 25 червня повернувся на Кваджелейн, а потім пройшов до Японії.

## П'ятий похід
У середині липня 1942-го дивізію І-121 перевели до новоствореного Восьмого флоту, штаб якого був у Рабаулі (головна японська база в архіпелазі Бісмарка, з якої проводились операції на Соломонових островах та сході Нової Гвінеї). 16—24 липня корабель здійснив перехід на атол Трук у центральній частині Каролінських островів (тут ще до війни створили головну базу японського ВМФ у Океанії), а 31 липня — 4 серпня пройшов звідси в Рабаул.
7 серпня 1942-го союзники висадились на сході Соломонових островів, що започаткувало шестимісячну битву за Гуадалканал. Того ж дня І-121 вийшов з Рабаула із завданням провести рекогносцирування району ворожої операції. 8 серпня неподалік від мису Сент-Джордж (південне завершення острова Нова Ірландія) японську субмарину, що прямувала у надводному положенні, помітили з американського підводного човна S-38, проте останній не зміг зайняти положення для атаки (можливо відзначити, що того ж дня S-38 потопить у цьому районі транспорт «Мійо-Мару»).
Певний час І-121 перебував біля Гуадалканалу (зокрема, 15—17 серпня 1942-го човен провадив рекогносцирування якірної стоянки Лунга на північному узбережжі острова), а 18 серпня дістав наказ перейти в новий район патрулювання на південний схід від острова Сан-Крістобаль. На той час японське командування готувалось до проведення на Гуадалканал конвою зі значними підкріпленнями і цілком виправдано очікувало зустрітись із протидією зі сторони ворожих авіаносців, що могли діяти з району між Соломоновими островами та Новими Гебридами. 22 серпня І-121 дійсно виявив американські ударні сили, проте проведена атака виявилась невдалою (при цьому одна з торпед пройшла між авіаносцем USS Enterprise та важким крейсером USS Portland).
24 серпня 1942-го відбулось зіткнення авіаносних з'єднань, відоме як битва біля східних Соломонових островів. Після цього 26 серпня I-121 дістав наказ прямувати в район, через який на думку японського командування міг пройти пошкоджений USS Enterprise. Вранці 27 числа I-121, який здійснював підзарядку батарей, атакували два пікіруючі бомбардувальники з авіаносця USS Wasp. Човен розпочав екстрене занурення і в цей час був поцілений бомбою, яка вибухнула у відсіку для мін. Внаслідок ураження розпочалось протікання, проте I-121 зміг кілька годин перебувати під водою. Після сплиття прийшли до висновку, що човен втратив здатність занурюватись. Втім, I-121 ще кілька діб перебував у районі на південний схід від Соломонових островів (вночі та вранці 29 серпня з нього двічі спостерігали кораблі, ідентифіковані як авіаносці) і лише 4 вересня прибув до Рабаула.
8—20 вересня 1942-го I-121 пройшов до Куре для ремонту й лише 1 грудня зміг вирушити назад до Океанії. З 10 по 17 грудня корабель перебував на Труці, а 21 грудня прибув у Рабаул.

## Операції взимку 1942/1943
На момент повернення I-121 до Меланезії японські війська відчували серйозні проблеми з логістикою — як на Гуадалканалі, так і на Новій Гвінеї, де в середині листопада союзники почали наступ на район Буна-Гона (на оберненому до Соломонового моря узбережжі півострова Папуа). Як наслідок, Імперський флот був вимушений залучити до перевезень свої підводні човни, зокрема, 23 грудня 1942-го I-121 вийшов з Рабаула у транспортний рейс до Буни. Протягом наступних кількох тижнів човен здійснив ще два походи з Рабаула: 4—25 січня 1943-го I-121 безрезультатно патрулював у районі на південний схід від Нової Гвінеї, а з 29 січня по 10 лютого виходив на схід Соломонових островів до рифу Індіспенсабл (три сотні кілометрів південніше від Гуадалканалу) з метою дозаправки розвідувальних гідролітаків (можливо відзначити, що саме в цей період японці провадили операцію з евакуації Гуадалканалу).
14—18 лютого 1943-го I-121 перейшов на Трук, а 23 лютого — 5 березня прямував до Куре, де знову став на ремонт.

## Операції у травні— серпні 1943
25 квітня — 7 травня I-121 здійснив новий перехід до Рабаула, після чого кілька місяців займався постачанням гарнізону новогвінейського Лае (у глибині затоки Хуон, що розділяє півострови Папуа та Хуон), остання спроба провести до якого надводні кораблі завершилась на початку березня розгромом японців у битві в морі Бісмарка. У межах цієї місії I-121 виходив у транспортні рейси 10 травня (14 травня човен вивантажив у Лае 26 тонн продовольства та амуніції і забрав 15 військовослужбовців), 19 травня (рейс був перерваний через проблеми з двигуном), 23 травня (26 числа доставлено 26 тонн припасів), 1 та 8 червня (у кожному з цих походів до Лае доставили по 26,5 тонни вантажів та евакуювали по 15 осіб), 20 червня (так само вивантажено 26,5 тонни припасів), 7 і 27 липня, 3 та 19 серпня.
По завершенні десятого рейсу до Лае I-121 попрямував до метрополії та 1 вересня 1943-го прибув до Куре.

## Служба у вересні 1943— серпні 1945
Після повернення в Японію I-121 вирішили використовувати для навчальних цілей у військово-морському окрузі Куре.
У січні 1944-го та лютому 1945-го корабель брав участь у експериментах із маскувальною камуфляжною окраскою.
У червні 1945-го I-121 перевели до військово-морської бази Майдзуру (обернене до Японського моря узбережжя Хонсю), де він і зустрів капітуляцію Японії.
30 листопада 1945-го I-121 виключили зі списків ВМФ, а в квітні 1946-го затопили в затоці Вакаса (Японське море).